# County Championship 2024
Die County Championship 2024 war die 124. Saison des nationalen First-Class-Cricket-Wettbewerbes in England und Wales und wurde vom 5. April bis zum 29. September 2024 ausgetragen. Sie wurde in zwei Divisionen ausgetragen, Division 1 und Division 2. In der Division 1 traten zehn und in der Division 2 acht Teams an, wobei jedes Team nur 14 Spiele bestritt.

## Format
Die 18 First Class Counties wurden nach den Resultaten der Saison 2023 in zwei Divisionen aufgeteilt. In jeder Division spielte jede Mannschaft gegen jede, jeweils ein Heim- und ein Auswärtsspiel, wobei in Division 1 die Rückspiele nur gegen fünf Gegner ausgetragen wurden. Für einen Sieg erhielt ein Team zunächst 16 Punkte, für ein Unentschieden (beide Mannschaften erzielten die gleiche Anzahl an Runs) 8 Punkte. Konnte kein Ergebnis erzielt werden und endete das Spiel in einem Remis, bekommen beide Mannschaften 8 Punkte. Zusätzlich bestand die Möglichkeit, in den ersten 110 Over des ersten Innings Bonuspunkte zu sammeln. Dabei wurden bis zu 5 Punkte für erzielte Runs und bis zu 3 Punkte für erzielte Wickets ausgegeben. Des Weiteren war es möglich, dass Mannschaften Punkte abgezogen bekamen, wenn sie beispielsweise zu langsam spielten, oder der Platz nicht ordnungsgemäß vorbereitet war. Am Ende der Saison wurde der Sieger der Division 1 County Champion. Die beiden Letztplatzierte dieser Division stiegen ab und die beiden Bestplatzierten der Division 2 auf.

## Resultate

### Division 1
Tabelle
Der Stand der Tabelle der Division 1 zum Ende der Saison.
| Team            | Sp. | S | N | R | A | Bat | Bwl | Ded | Punkte |
| --------------- | --- | - | - | - | - | --- | --- | --- | ------ |
| Surrey          | 14  | 8 | 2 | 4 | 0 | 34  | 37  | 0   | 231    |
| Hampshire       | 14  | 6 | 1 | 6 | 1 | 31  | 33  | 2   | 214    |
| Somerset        | 14  | 5 | 3 | 6 | 0 | 28  | 40  | 0   | 196    |
| Essex           | 14  | 6 | 3 | 5 | 0 | 34  | 36  | 12  | 194    |
| Durham          | 14  | 4 | 4 | 5 | 1 | 30  | 30  | 1   | 171    |
| Worcestershire  | 14  | 3 | 4 | 7 | 0 | 21  | 37  | 0   | 162    |
| Warwickshire    | 14  | 1 | 4 | 9 | 0 | 33  | 38  | 0   | 159    |
| Nottinghamshire | 14  | 2 | 4 | 8 | 0 | 25  | 35  | 1   | 155    |
| Lancashire      | 14  | 3 | 6 | 5 | 0 | 15  | 34  | 3   | 134    |
| Kent            | 14  | 1 | 8 | 5 | 0 | 12  | 32  | 1   | 99     |

Sieg: 16 Punkte; Remis: 8 Punkte

### Division 2
Tabelle
Der Stand der Tabelle der Division 2 zum Ende der Saison.
| Team             | Sp. | S | N | U | R  | A | Bat | Bwl | Ded | Punkte |
| ---------------- | --- | - | - | - | -- | - | --- | --- | --- | ------ |
| Sussex           | 14  | 8 | 2 | 0 | 4  | 0 | 40  | 40  | 3   | 237    |
| Yorkshire        | 14  | 5 | 2 | 0 | 7  | 0 | 41  | 40  | 0   | 217    |
| Middlesex        | 14  | 5 | 2 | 0 | 7  | 0 | 28  | 32  | 0   | 196    |
| Northamptonshire | 14  | 2 | 3 | 0 | 9  | 0 | 22  | 35  | 0   | 161    |
| Leicestershire   | 14  | 1 | 3 | 0 | 10 | 0 | 28  | 31  | 0   | 155    |
| Glamorgan        | 14  | 2 | 4 | 1 | 7  | 0 | 22  | 30  | 2   | 146    |
| Gloucestershire  | 14  | 2 | 5 | 1 | 5  | 1 | 27  | 29  | 2   | 142    |
| Derbyshire       | 14  | 1 | 6 | 0 | 6  | 1 | 20  | 31  | 1   | 122    |

Sieg: 16 Punkte; Remis: 8 Punkte

## Spiele

### Division 1

#### April
| 5. – 8. April Scorecard | Chester-le-Street | Durham   | – | Hampshire |
|                         |                   | Abgesagt |   |           |

Das Spiel wurde auf Grund von Regenfällen abgesagt.
| 5. – 8. April Scorecard | Canterbury | Kent 284 (78.4) & 290-4d (63) | – | Somerset 403 (110.1) |
|                         |            | Remis                         |   |                      |

Somerset gewann den Münzwurf und entschied sich als Feldmannschaft zu beginnen.
| 5. – 8. April Scorecard | Manchester | Lancashire 202 (72.4) | – | Surrey 15-0 (8.3) |
|                         |            | Remis                 |   |                   |

Surrey gewann den Münzwurf und entschied sich als Feldmannschaft zu beginnen.
| 5. – 8. April Scorecard | Nottingham | Essex 253 (79.1) & 374-9d (97) | – | Nottinghamshire 293 (82.4) & 80 (34.3) |
|                         |            | Essex gewinnt mit 254 Runs     |   |                                        |

Nottinghamshire gewann den Münzwurf und entschied sich als Feldmannschaft zu beginnen.
| 5. – 8. April Scorecard | Birmingham | Worcestershire 360 (107.1) & 295-3 (69) | – | Warwickshire 333 (94.1) |
|                         |            | Remis                                   |   |                         |

Warwickshire gewann den Münzwurf und entschied sich als Feldmannschaft zu beginnen.
| 12. – 15. April Scorecard | Chelmsford | Essex 530-7d (112) & 257-4d (40) | – | Kent 413 (135.1) & 164-7 (67.4) |
|                           |            | Remis                            |   |                                 |

Essex gewann den Münzwurf und entschied sich als Schlagmannschaft zu beginnen.
| 12. – 15. April Scorecard | Southampton | Hampshire 367 (116.1) & 179-4 (70.1) | – | Lancashire 484 (145.3) |
|                           |             | Remis                                |   |                        |

Hampshire gewann den Münzwurf und entschied sich als Schlagmannschaft zu beginnen.
| 12. – 15. April Scorecard | Nottingham | Nottinghamshire 399 (128.2) & 151-7 (48) | – | Worcestershire 355 (108.3) |
|                           |            | Remis                                    |   |                            |

Nottinghamshire gewann den Münzwurf und entschied sich als Schlagmannschaft zu beginnen.
| 12. – 15. April Scorecard | London (Oval) | Somerset 285 (78.1) & 351 (124.4) | – | Surrey 428 (135.2) & 123-5 (14) |
|                           |               | Remis                             |   |                                 |

Surrey gewann den Münzwurf und entschied sich als Feldmannschaft zu beginnen.
| 12. – 15. April Scorecard | Birmingham | Warwickshire 698-3d (134) | – | Durham 517 (139.5) & 293-6 (84) (f/o) |
|                           |            | Remis                     |   |                                       |

Durham gewann den Münzwurf und entschied sich als Feldmannschaft zu beginnen.
| 19. – 22. April Scorecard | Chelmsford | Lancashire 146 (42) & 107 (40.3)             | – | Essex 377 (103.2) |
|                           |            | Essex gewinnt mit einem Innings und 124 Runs |   |                   |

Essex gewann den Münzwurf und entschied sich als Feldmannschaft zu beginnen.
| 19. – 22. April Scorecard | Southampton | Warwickshire 455 (133.1) & 205-4 (49) | – | Hampshire 365 (134.4) |
|                           |             | Remis                                 |   |                       |

Warwickshire gewann den Münzwurf und entschied sich als Schlagmannschaft zu beginnen.
| 19. – 22. April Scorecard | Canterbury | Kent 244 (81.4) & 262 (86.2)                 | – | Surrey 543-7d (114) |
|                           |            | Surrey gewinnt mit einem Innings und 37 Runs |   |                     |

Surrey gewann den Münzwurf und entschied sich als Feldmannschaft zu beginnen.
| 19. – 22. April Scorecard | Taunton | Nottinghamshire 193 (62.4) & 440-2 (119) | – | Somerset 454 (112.5) |
|                           |         | Remis                                    |   |                      |

Nottinghamshire gewann den Münzwurf und entschied sich als Schlagmannschaft zu beginnen.
| 19. – 22. April Scorecard | Worcester | Durham 244 (61.3) & 397-5d (77) | – | Worcestershire 184 (59.3) & 272 (76.4) |
|                           |           | Durham gewinnt mit 185 Runs     |   |                                        |

Durham gewann den Münzwurf und entschied sich als Schlagmannschaft zu beginnen.
| 26. – 29. April Scorecard | Chester-le-Street | Durham 358 (91.4) & 131-2 (39.2) | – | Essex 488 (133) |
|                           |                   | Remis                            |   |                 |

Durham gewann den Münzwurf und entschied sich als Schlagmannschaft zu beginnen.
| 26. – 29. April Scorecard | London (Oval) | Hampshire 151 (44.4) & 197 (77.2)            | – | Surrey 359 (109.4) |
|                           |               | Surrey gewinnt mit einem Innings und 11 Runs |   |                    |

Surrey gewann den Münzwurf und entschied sich als Feldmannschaft zu beginnen.
| 26. – 29. April Scorecard | Birmingham | Nottinghamshire 400 (100.1) & 75-1 (22) | – | Warwickshire 361 (105.3) |
|                           |            | Remis                                   |   |                          |

Nottingham gewann den Münzwurf und entschied sich als Schlagmannschaft zu beginnen.
| 26. – 29. April Scorecard | Worcester | Somerset 309-9d (89) & 190-4 (75) | – | Worcestershire 451-9d (115) |
|                           |           | Remis                             |   |                             |

Worcestershire gewann den Münzwurf und entschied sich als Feldmannschaft zu beginnen.

#### Mai
| 3. – 6. Mai Scorecard | Manchester | Kent 261 (85.1) & 166-3 (50.2) | – | Lancashire 92 (30) & 332 (106.3) (f/o) |
|                       |            | Kent gewinnt mit 7 Wickets     |   |                                        |

Lancashire gewann den Münzwurf und entschied sich als Feldmannschaft zu beginnen.
| 3. – 6. Mai Scorecard | Taunton | Essex 156 (51) & 138 (51.3)    | – | Somerset 128 (41.4) & 170-7 (44.1) |
|                       |         | Somerset gewinnt mit 3 Wickets |   |                                    |

Somerset gewann den Münzwurf und entschied sich als Feldmannschaft zu beginnen.
| 10. – 13. Mai Scorecard | Southampton | Hampshire 503 (146.4) & 62-2 (37) | – | Durham 432 (148.5) |
|                         |             | Remis                             |   |                    |

Hampshire gewann den Münzwurf und entschied sich als Schlagmannschaft zu beginnen.
| 10. – 13. Mai Scorecard | Canterbury | Worcestershire 618-7d (158.5) | – | Kent 407 (149.2) & 146-4 (57) (f/o) |
|                         |            | Remis                         |   |                                     |

Worcestershire gewann den Münzwurf und entschied sich als Schlagmannschaft zu beginnen.
| 10. – 13. Mai Scorecard | Nottingham | Lancashire 331 (100.2) & 252 (74.3)   | – | Nottinghamshire 503 (153.4) & 81-1 (18.4) |
|                         |            | Nottinghamshire gewinnt mit 9 Wickets |   |                                           |

Lancashire gewann den Münzwurf und entschied sich als Schlagmannschaft zu beginnen.
| 10. – 13. Mai Scorecard | London (Oval) | Warwickshire 343 (102.5) & 209 (59) | – | Surrey 464 (111.4) & 89-1 (22.4) |
|                         |               | Surrey gewinnt mit 9 Wickets        |   |                                  |

Surrey gewann den Münzwurf und entschied sich als Feldmannschaft zu beginnen.
| 17. – 20. Mai Scorecard | Chelmsford | Warwickshire 397 (117.4) & 94 (37.1) | – | Essex 162 (51.2) & 331-6 (97.2) |
|                         |            | Essex gewinnt mit 4 Wickets          |   |                                 |

Warwickshire gewann den Münzwurf und entschied sich als Schlagmannschaft zu beginnen.
| 17. – 20. Mai Scorecard | Blackpool | Lancashire 357 (98) & 353-9d (83.1) | – | Durham 236 (68.4) & 414 (93) |
|                         |           | Lancashire gewinnt mit 60 Runs      |   |                              |

Durham gewann den Münzwurf und entschied sich als Feldmannschaft zu beginnen.
| 17. – 20. Mai Scorecard | Nottingham | Nottinghamshire 235 (103.1) & 209 (79.2) | – | Hampshire 276 (68.1) & 171-5 (51) |
|                         |            | Hampshire gewinnt mit 5 Wickets          |   |                                   |

Hampshire gewann den Münzwurf und entschied sich als Feldmannschaft zu beginnen.
| 17. – 20. Mai Scorecard | Taunton | Somerset 554 (120.1) & 194-2 (44) | – | Kent 178 (48.1) & 564 (126) (f/o) |
|                         |         | Somerset gewinnt mit 8 Wickets    |   |                                   |

Kent gewann den Münzwurf und entschied sich als Feldmannschaft zu beginnen.
| 17. – 20. Mai Scorecard | London (Oval) | Surrey 213 (54.1) & 427 (103.3) | – | Worcestershire 128 (42) & 231 (57.3) |
|                         |               | Surrey gewinnt mit 281 Runs     |   |                                      |

Worcestershire gewann den Münzwurf und entschied sich als Feldmannschaft zu beginnen.
| 24. – 27. Mai Scorecard | Chester-le-Street | Somerset 171 (52.1) & 88 (33.4)             | – | Durham 265 (61.5) |
|                         |                   | Durham gewinnt mit einem Innings und 6 Runs |   |                   |

Durham gewann den Münzwurf und entschied sich als Feldmannschaft zu beginnen.
| 24. – 27. Mai Scorecard | Southampton | Surrey 127 (46.3) & 203 (80.1)                   | – | Hampshire 608-6d (161) |
|                         |             | Hampshire gewinnt mit einem Innings und 278 runs |   |                        |

Surrey gewann den Münzwurf und entschied sich als Schlagmannschaft zu beginnen.
| 24. – 27. Mai Scorecard | Canterbury | Essex 591-7d (142.4)                        | – | Kent 394 (143.1) & 101 (57.2) (f/o) |
|                         |            | Essex gewinnt mit einem Innings und 96 Runs |   |                                     |

Essex gewann den Münzwurf und entschied sich als Schlagmannschaft zu beginnen.
| 24. – 27. Mai Scorecard | Manchester | Warwickshire 284 (110.5) & 96-3d (24) | – | Lancashire 149 (65.5) & 89-4 (15) |
|                         |            | Remis                                 |   |                                   |

Warwickshire gewann den Münzwurf und entschied sich als Schlagmannschaft zu beginnen.
| 24. – 27. Mai Scorecard | Worcester | Worcestershire 80 (31.1) | – | Nottinghamshire 234-3 (72) |
|                         |           | Remis                    |   |                            |

Nottinghamshire gewann den Münzwurf und entschied sich als Feldmannschaft zu beginnen.

#### Juni und Juli
| 23. – 26. Juni Scorecard | Chelmsford | Durham 587 (122) & 184-8d (52) | – | Essex 339 (99) & 208-2 (85) |
|                          |            | Remis                          |   |                             |

Durham gewann den Münzwurf und entschied sich als Schlagmannschaft zu beginnen.
| 23. – 26. Juni Scorecard | Canterbury | Kent 244 (79.1) & 222 (83.2)                     | – | Lancashire 549-9d (150.4) |
|                          |            | Lancashire gewinnt mit einem Innings und 83 Runs |   |                           |

Lancashire gewann den Münzwurf und entschied sich als Feldmannschaft zu beginnen.
| 23. – 26. Juni Scorecard | Nottingham | Nottinghamshire 360 (105) & 425-2 (130) | – | Somerset 470 (121) |
|                          |            | Remis                                   |   |                    |

Nottinghamshire gewann den Münzwurf und entschied sich als Schlagmannschaft zu beginnen.
| 23. – 26. Juni Scorecard | Birmingham | Hampshire 298 (81.4) & 453-6d (117) | – | Warwickshire 254 (72.5) & 321-9 (108) |
|                          |            | Remis                               |   |                                       |

Hampshire gewann den Münzwurf und entschied sich als Schlagmannschaft zu beginnen.
| 23. – 26. Juni Scorecard | Worcester | Surrey 490 (131.1)                          | – | Worcestershire 212 (85.3) & 273 (92) (f/o) |
|                          |           | Surrey gewinnt mit einem Innings und 5 Runs |   |                                            |

Worcestershire gewann den Münzwurf und entschied sich als Feldmannschaft zu beginnen.
| 30. Juni – 3. Juli Scorecard | Chester-le-Street | Durham 190 (48.3) & 152 (50.1)       | – | Worcestershire 112 (33) & 231-4 (61.2) |
|                              |                   | Worcestershire gewinnt mit 6 Wickets |   |                                        |

Worcestershire gewann den Münzwurf und entschied sich als Feldmannschaft zu beginnen.
| 30. Juni – 3. Juli Scorecard | Southampton | Hampshire 505-8d (130) & 180-4 (22.1) | – | Kent 343 (99.3) & 340 (118.2) (f/o) |
|                              |             | Hampshire gewinnt mit 6 Wickets       |   |                                     |

Kent gewann den Münzwurf und entschied sich als Feldmannschaft zu beginnen.
| 30. Juni – 3. Juli Scorecard | Southport | Lancashire 353-9d (97) | – | Nottinghamshire 126 (44.4) & 270-4d (102) (f/o) |
|                              |           | Remis                  |   |                                                 |

Nottinghamshire gewann den Münzwurf und entschied sich als Feldmannschaft zu beginnen.
| 30. Juni – 3. Juli Scorecard | Taunton | Warwickshire 412 (109.1) & 281-8d (83.2) | – | Somerset 284 (83.2) & 413-5 (91.4) |
|                              |         | Somerset gewinnt mit 5 Wickets           |   |                                    |

Somerset gewann den Münzwurf und entschied sich als Feldmannschaft zu beginnen.
| 30. Juni – 3. Juli Scorecard | London (Oval) | Surrey 262 (83.2) & 278 (75) | – | Essex 180 (51.3) & 215 (61.1) |
|                              |               | Surrey gewinnt mit 145 Runs  |   |                               |

Essex gewann den Münzwurf und entschied sich als Feldmannschaft zu beginnen.

#### August und September
| 22. – 25. August Scorecard | Chester-le-Street | Durham 531-7d (117.2)                        | – | Nottinghamshire 229 (78.3) & 285 (117) (f/o) |
|                            |                   | Durham gewinnt mit einem Innings und 17 Runs |   |                                              |

Nottinghamshire gewann den Münzwurf und entschied sich als Feldmannschaft zu beginnen.
| 22. – 25. August Scorecard | Southampton | Essex 438-8d (109.4) | – | Hampshire 424-8d (105.5) |
|                            |             | Remis                |   |                          |

Hampshire gewann den Münzwurf und entschied sich als Feldmannschaft zu beginnen.
| 22. – 25. August Scorecard | London (Oval) | Lancashire 204 (58.4) & 177 (62)             | – | Surrey 444-9d (114) |
|                            |               | Surrey gewinnt mit einem Innings und 63 Runs |   |                     |

Surrey gewann den Münzwurf und entschied sich als Feldmannschaft zu beginnen.
| 22. – 25. August Scorecard | Birmingham | Warwickshire 337 (86.1) & 270 (89) | – | Somerset 239 (65.1) & 206-4 (35) |
|                            |            | Remis                              |   |                                  |

Somerset gewann den Münzwurf und entschied sich als Feldmannschaft zu beginnen.
| 22. – 25. August Scorecard | Worcester | Kent 171 (49.5) & 376 (101.5)        | – | Worcestershire 447 (115.1) & 102-2 (24.3) |
|                            |           | Worcestershire gewinnt mit 8 Wickets |   |                                           |

Worcestershire gewann den Münzwurf und entschied sich als Feldmannschaft zu beginnen.
| 29. August – 1. September Scorecard | Chelmsford | Worcestershire 266 (75) & 321 (86) | – | Essex 404 (107.4) & 140 (46.3) |
|                                     |            | Worcestershire gewinnt mit 43 Runs |   |                                |

Worcestershire gewann den Münzwurf und entschied sich als Schlagmannschaft zu beginnen.
| 29. August – 1. September Scorecard | Manchester | Hampshire 389 (114)                             | – | Lancashire 200 (77.3) & 152 (77.3) (f/o) |
|                                     |            | Hampshire gewinnt mit einem Innings und 37 Runs |   |                                          |

Lancashire gewann den Münzwurf und entschied sich als Feldmannschaft zu beginnen.
| 29. August – 1. September Scorecard | Nottingham | Surrey 525 (150.4) & 177-9d (53) | – | Nottinghamshire 405 (114.5) & 121-0 (33) |
|                                     |            | Remis                            |   |                                          |

Surrey gewann den Münzwurf und entschied sich als Schlagmannschaft zu beginnen.
| 29. August – 1. September Scorecard | Taunton | Somerset 492 (116.2) & 263-5d (52) | – | Durham 336 (100.1) & 126 (60.3) |
|                                     |         | Somerset gewinnt mit 293 Runs      |   |                                 |

Somerset gewann den Münzwurf und entschied sich als Schlagmannschaft zu beginnen.
| 29. August – 1. September Scorecard | Birmingham | Kent 156 (39.5) & 243 (69.3)                       | – | Warwickshire 420 (107) |
|                                     |            | Warwickshire gewinnt mit einem Innings und 21 Runs |   |                        |

Warwickshire gewann den Münzwurf und entschied sich als Feldmannschaft zu beginnen.
| 9. – 12. September Scorecard | Chester-le-Street | Lancashire 228 (94.3) & 282 (80.2)           | – | Durham 573-9d (135.3) |
|                              |                   | Durham gewinnt mit einem Innings und 63 Runs |   |                       |

Durham gewann den Münzwurf und entschied sich als Feldmannschaft zu beginnen.
| 9. – 12. September Scorecard | Chelmsford | Essex 457 (118.3)                           | – | Nottinghamshire 93 (40.5) & 281 (93.2) (f/o) |
|                              |            | Essex gewinnt mit einem Innings und 83 Runs |   |                                              |

Nottinghamshire gewann den Münzwurf und entschied sich als Feldmannschaft zu beginnen.
| 9. – 12. September Scorecard | Canterbury | Hampshire 403 (106.3) & 24-1 (2.4) | – | Kent 207 (82.2) & 338 (102.3) (f/o) |
|                              |            | Remis                              |   |                                     |

Kent gewann den Münzwurf und entschied sich als Feldmannschaft zu beginnen.
| 9. – 12. September Scorecard | Taunton | Somerset 317 (95.5) & 224 (63.3) | – | Surrey 321 (112.2) & 109 (78) |
|                              |         | Somerset gewinnt mit 111 Runs    |   |                               |

Somerset gewann den Münzwurf und entschied sich als Schlagmannschaft zu beginnen.
| 9. – 12. September Scorecard | Worcester | Worcestershire 307 (100) | – | Warwickshire 128 (42.2) & 252-3 (86.1) (f/o) |
|                              |           | Remis                    |   |                                              |

Warwickshire gewann den Münzwurf und entschied sich als Feldmannschaft zu beginnen.
| 17. – 20. September Scorecard | Southampton | Hampshire 462 (111.5) & 204 (57) | – | Worcestershire 273 (69.4) & 158 (58.2) |
|                               |             | Hampshire gewinnt mit 235 Runs   |   |                                        |

Hampshire gewann den Münzwurf und entschied sich als Schlagmannschaft zu beginnen.
| 17. – 20. September Scorecard | Canterbury | Nottinghamshire 433 (106.4) & 28-0 (3.3) | – | Kent 225 (55.3) & 230 (64.1) (f/o) |
|                               |            | Nottinghamshire gewinnt mit 10 Wickets   |   |                                    |

Kent gewann den Münzwurf und entschied sich als Feldmannschaft zu beginnen.
| 17. – 20. September Scorecard | Manchester | Lancashire 140 (40) & 398 (140.3) | – | Somerset 146 (39.5) & 224 (69.3) |
|                               |            | Lancashire gewinnt mit 168 Runs   |   |                                  |

Somerset gewann den Münzwurf und entschied sich als Feldmannschaft zu beginnen.
| 17. – 20. September Scorecard | London (Oval) | Durham 262 (81.5) & 177 (55.4) | – | Surrey 415 (103.4) & 25-0 (5) |
|                               |               | Surrey gewinnt mit 10 Wickets  |   |                               |

Surrey gewann den Münzwurf und entschied sich als Feldmannschaft zu beginnen.
| 17. – 20. September Scorecard | Birmingham | Warwickshire 78 (27.4) & 114 (34.1)         | – | Essex 232 (65.5) |
|                               |            | Essex gewinnt mit einem Innings und 40 Runs |   |                  |

Essex gewann den Münzwurf und entschied sich als Feldmannschaft zu beginnen.
| 26. – 29. September Scorecard | Chester-le-Street | Durham 360 (77.1) | – | Kent 353-8d (100) |
|                               |                   | Remis             |   |                   |

Kent gewann den Münzwurf und entschied sich als Feldmannschaft zu beginnen.
| 26. – 29. September Scorecard | Chelmsford | Essex 508-8d (117.3) | – | Surrey 267-7 (84) |
|                               |            | Remis                |   |                   |

Essex gewann den Münzwurf und entschied sich als Schlagmannschaft zu beginnen.
| 26. – 29. September Scorecard | Nottingham | Nottinghamshire 487 (125.3) | – | Warwickshire 373-7 (110) |
|                               |            | Remis                       |   |                          |

Warwickshire gewann den Münzwurf und entschied sich als Feldmannschaft zu beginnen.
| 26. – 29. September Scorecard | Taunton | Somerset 136 (53.5) & 180 (53.3) | – | Hampshire 196 (60.4) & 121-5 (27) |
|                               |         | Hampshire gewinnt mit 5 Wickets  |   |                                   |

Somerset gewann den Münzwurf und entschied sich als Schlagmannschaft zu beginnen.
| 26. – 29. September Scorecard | Worcester | Worcestershire 180 (45) & 223-9 (56) | – | Lancashire 177 (55.1) |
|                               |           | Remis                                |   |                       |

Lancashire gewann den Münzwurf und entschied sich als Feldmannschaft zu beginnen.

### Division 2

#### April
| 5. – 8. April Scorecard | Derby | Derbyshire | – | Gloucestershire |
|                         |       | Abgesagt   |   |                 |

Das Spiel wurde auf Grund von Regenfällen abgesagt.
| 5. – 8. April Scorecard | London (Lord’s) | Glamorgan 620-3d (139) & 31-2 (16) | – | Middlesex 655 (211.2) |
|                         |                 | Remis                              |   |                       |

Middlesex gewann den Münzwurf und entschied sich als Feldmannschaft zu beginnen.
| 5. – 8. April Scorecard | Hove | Northamptonshire 371 (117) & 170-9 (55) | – | Sussex 478-9d (99.4) |
|                         |      | Remis                                   |   |                      |

Sussex gewann den Münzwurf und entschied sich als Feldmannschaft zu beginnen.
| 5. – 8. April Scorecard | Leeds | Leicestershire 354 (93.3) & 26-0 (7.2) | – | Yorkshire 264-6d (42.4) |
|                         |       | Remis                                  |   |                         |

Yorkshire gewann den Münzwurf und entschied sich als Feldmannschaft zu beginnen.
| 12. – 15. April Scorecard | Cardiff | Glamorgan 237 (78) & 361-7d (104.3) | – | Derbyshire 198 (79.5) & 225-3 (75) |
|                           |         | Remis                               |   |                                    |

Derbyshire gewann den Münzwurf und entschied sich als Feldmannschaft zu beginnen.
| 12. – 15. April Scorecard | Bristol | Yorkshire 326 (79.3) & 434-6d (82) | – | Gloucestershire 263 (92) & 405-6 (116) |
|                           |         | Remis                              |   |                                        |

Gloucestershire gewann den Münzwurf und entschied sich als Feldmannschaft zu beginnen.
| 12. – 15. April Scorecard | Leicester | Leicestershire 338 (98.4) & 86-1 (24) | – | Sussex 694-9d (160.5) |
|                           |           | Remis                                 |   |                       |

Sussex gewann den Münzwurf und entschied sich als Feldmannschaft zu beginnen.
| 12. – 15. April Scorecard | Northampton | Northamptonshire 552-6d (152) | – | Middlesex 553-2 (138) |
|                           |             | Remis                         |   |                       |

Middlesex gewann den Münzwurf und entschied sich als Feldmannschaft zu beginnen.
| 19. – 22. April Scorecard | Derby | Leicestershire 574-7d (130) | – | Derbyshire 167 (46) & 224-6 (74) (f/o) |
|                           |       | Remis                       |   |                                        |

Derbyshire gewann den Münzwurf und entschied sich als Feldmannschaft zu beginnen. 
| 19. – 22. April Scorecard | London (Lord’s) | Yorkshire 159 (37.4) & 244 (71.3) | – | Middlesex 246 (56.2) & 158-4 (57.4) |
|                           |                 | Middlesex gewinnt mit 6 Wickets   |   |                                     |

Middlesex gewann den Münzwurf und entschied sich als Feldmannschaft zu beginnen. 
| 19. – 22. April Scorecard | Northampton | Glamorgan 271 (74.2) & 104-3 (40) | – | Northamptonshire 605-6d (145.4) |
|                           |             | Remis                             |   |                                 |

Northamptonshire gewann den Münzwurf und entschied sich als Feldmannschaft zu beginnen. 
| 19. – 22. April Scorecard | Hove | Gloucestershire 417 (108.5) & 205 (85.2) | – | Sussex 479 (135.5) & 144-6 (37.4) |
|                           |      | Sussex gewinnt mit 4 Wickets             |   |                                   |

Sussex gewann den Münzwurf und entschied sich als Feldmannschaft zu beginnen. 
| 26. – 29. April Scorecard | Bristol | Middlesex 203 (59.5) & 449-7d (96) | – | Gloucestershire 322 (98) & 127-3 (39.3) |
|                           |         | Remis                              |   |                                         |

Gloucestershire gewann den Münzwurf und entschied sich als Feldmannschaft zu beginnen.
| 26. – 29. April Scorecard | Leicester | Northamptonshire 453-7d (110) | – | Leicestershire 452-8d (108.1) |
|                           |           | Remis                         |   |                               |

Leicestershire gewann den Münzwurf und entschied sich als Feldmannschaft zu beginnen.
| 26. – 29. April Scorecard | Leeds | Yorkshire 450-5d (97.2) & 59-1d (21) | – | Derbyshire 447 (114) |
|                           |       | Remis                                |   |                      |

Derbyshire gewann den Münzwurf und entschied sich als Feldmannschaft zu beginnen.

#### Mai
| 3. – 6. Mai Scorecard | Derby | Derbyshire 246 (63.3) & 109 (26)              | – | Sussex 479 (109.4) |
|                       |       | Sussex gewinnt mit einem Innings und 124 Runs |   |                    |

Sussex gewann den Münzwurf und entschied sich als Feldmannschaft zu beginnen.
| 3. – 6. Mai Scorecard | London (Lord’s) | Leicestershire 306 (83.2) | – | Middlesex 407-8 (103) |
|                       |                 | Remis                     |   |                       |

Middlesex gewann den Münzwurf und entschied sich als Feldmannschaft zu beginnen.
| 3. – 6. Mai Scorecard | Leeds | Glamorgan 221 (79) & 372-7 (138) | – | Yorkshire 519-7d (94.1) |
|                       |       | Remis                            |   |                         |

Glamorgan gewann den Münzwurf und entschied sich als Schlagmannschaft zu beginnen.
| 10. – 13. Mai Scorecard | Cardiff | Sussex 278 (87.2) & 188 (49.3)  | – | Glamorgan 411 (102.2) & 58-1 (7.5) |
|                         |         | Glamorgan gewinnt mit 9 Wickets |   |                                    |

Glamorgan gewann den Münzwurf und entschied sich als Feldmannschaft zu beginnen.
| 10. – 13. Mai Scorecard | Northampton | Gloucestershire 409 (107.2) & 319-5d (71.4) | – | Northamptonshire 171 (58.4) & 301 (94.2) |
|                         |             | Gloucestershire gewinnt mit 256 Runs        |   |                                          |

Northamptonshire gewann den Münzwurf und entschied sich als Feldmannschaft zu beginnen.
| 17. – 20. Mai Scorecard | Derby | Northamptonshire 422 (133.3) & 310-3d (53) | – | Derbyshire 362 (111.2) & 261-9 (83) |
|                         |       | Remis                                      |   |                                     |

Northamptonshire gewann den Münzwurf und entschied sich als Schlagmannschaft zu beginnen.
| 17. – 20. Mai Scorecard | Cardiff | Glamorgan 183 (72.5) & 372 (112.2) | – | Middlesex 343 (117) & 213-8 (64) |
|                         |         | Middlesex gewinnt mit 2 Wickets    |   |                                  |

Middlesex gewann den Münzwurf und entschied sich als Feldmannschaft zu beginnen.
| 17. – 20. Mai Scorecard | Leicester | Gloucestershire 706-6d (148.4) | – | Leicestershire 371 (122.3) & 377-7 (105) (f/o) |
|                         |           | Remis                          |   |                                                |

Leicestershire gewann den Münzwurf und entschied sich als Feldmannschaft zu beginnen.
| 17. – 20. Mai Scorecard | Hove | Sussex 150 (44.1) & 227 (87.5) | – | Yorkshire 195 (56.3) & 161 (57) |
|                         |      | Sussex gewinnt mit 21 Runs     |   |                                 |

Yorkshire gewann den Münzwurf und entschied sich als Feldmannschaft zu beginnen.
| 24. – 27. Mai Scorecard | Bristol | Derbyshire 526 (125.4) & 166-4d (45.5) | – | Gloucestershire 530 (117.1) |
|                         |         | Remis                                  |   |                             |

Derbyshire gewann den Münzwurf und entschied sich als Schlagmannschaft zu beginnen.
| 24. – 27. Mai Scorecard | Leicester | Glamorgan 387 (104.5) & 157-4 (59.3) | – | Leicestershire 343-9d (119) |
|                         |           | Remis                                |   |                             |

Leicestershire gewann den Münzwurf und entschied sich als Feldmannschaft zu beginnen.
| 24. – 27. Mai Scorecard | London (Lord’s) | Sussex 554-9d (164.3) | – | Middlesex 613-9d (196) |
|                         |                 | Remis                 |   |                        |

Middlesex gewann den Münzwurf und entschied sich als Feldmannschaft zu beginnen.
| 24. – 27. Mai Scorecard | Northampton | Yorkshire 362 (104.1) & 264-6d (59) | – | Northamptonshire 301 (82) & 250-8 (56.5) |
|                         |             | Remis                               |   |                                          |

Northamptonshire gewann den Münzwurf und entschied sich als Feldmannschaft zu beginnen.

#### Juni und Juli
| 23. – 26. Juni Scorecard | Cardiff | Northamptonshire 279 (86.3) & 472-8d (120) | – | Glamorgan 490 (131.5) & 207-8 (38.5) |
|                          |         | Remis                                      |   |                                      |

Northamptonshire gewann den Münzwurf und entschied sich als Schlagmannschaft zu beginnen. 
| 23. – 26. Juni Scorecard | London (Lord’s) | Middlesex 433 (115.3) & 302 (79.4) | – | Derbyshire 339 (87.2) & 202 (78) |
|                          |                 | Middlesex gewiint mit 194 Runs     |   |                                  |

Middlesex gewann den Münzwurf und entschied sich als Schlagmannschaft zu beginnen. 
| 23. – 26. Juni Scorecard | Hove | Sussex 442 (102) & 296-6d (69) | – | Leicestershire 275 (70.3) & 445 (80.4) |
|                          |      | Sussex gewinnt mit 18 Runs     |   |                                        |

Leicestershire gewann den Münzwurf und entschied sich als Feldmannschaft zu beginnen. 
| 23. – 26. Juni Scorecard | Scarborough | Yorkshire 456 (120.1)                           | – | Gloucestershire 197 (82.3) & 237 (68.4) (f/o) |
|                          |             | Yorkshire gewinnt mit einem Innings und 22 Runs |   |                                               |

Gloucestershire gewann den Münzwurf und entschied sich als Feldmannschaft zu beginnen. 
| 30. Juni – 3. Juli Scorecard | Chesterfield | Derbyshire 76 (27.4) & 171 (42.5)                | – | Yorkshire 451-9d (101.5) |
|                              |              | Yorkshire gewinnt mit einem Innings und 204 Runs |   |                          |

Derbyshire gewann den Münzwurf und entschied sich als Schlagmannschaft zu beginnen.
| 30. Juni – 3. Juli Scorecard | Cheltenham | Gloucestershire 179 (44.4) & 610-5d (116) | – | Glamorgan 197 (61.1) & 592 (152) |
|                              |            | Spiel unentschieden                       |   |                                  |

Glamorgan gewann den Münzwurf und entschied sich als Feldmannschaft zu beginnen.
| 30. Juni – 3. Juli Scorecard | Leicester | Leicestershire 179 (49.3) & 372 (79.5) | – | Middlesex 86 (32.3) & 342 (88.3) |
|                              |           | Leicestershire gewinnt mit 123 Runs    |   |                                  |

Leicestershire gewann den Münzwurf und entschied sich als Schlagmannschaft zu beginnen.
| 30. Juni – 3. Juli Scorecard | Northampton | Sussex 143 (47.2) & 237 (73.1) | – | Northamptonshire 97 (20.1) & 220 (69.2) |
|                              |             | Sussex gewinnt mit 63 Runs     |   |                                         |

Northamptonshire gewann den Münzwurf und entschied sich als Feldmannschaft zu beginnen.

#### August und September
| 22. – 25. August Scorecard | Derby | Glamorgan 168 (47.3) & 287 (99)   | – | Derbyshire 429 (117.1) & 27-0 (6.4) |
|                            |       | Derbyshire gewinnt mit 10 Wickets |   |                                     |

Derbyshire gewann den Münzwurf und entschied sich als Feldmannschaft zu beginnen.
| 22. – 25. August Scorecard | Bristol | Leicestershire 402 (103.1) & 304-5 (79) | – | Gloucestershire 544-4d (123) |
|                            |         | Remis                                   |   |                              |

Gloucestershire gewann den Münzwurf und entschied sich als Feldmannschaft zu beginnen.
| 22. – 25. August Scorecard | Northwood | Northamptonshire 207 (56.5) & 167 (60.1) | – | Middlesex 264 (91.1) & 114-2 (16.4) |
|                            |           | Middlesex gewinnt mit 8 Wickets          |   |                                     |

Middlesex gewann den Münzwurf und entschied sich als Feldmannschaft zu beginnen.
| 22. – 25. August Scorecard | Scarborough | Sussex 189 (73.5) & 239 (90.2)  | – | Yorkshire 326 (82.5) & 103-6 (27.5) |
|                            |             | Yorkshire gewinnt mit 4 Wickets |   |                                     |

Yorkshire gewann den Münzwurf und entschied sich als Feldmannschaft zu beginnen.
| 29. August – 1. September Scorecard | Cardiff | Leicestershire 251 (68.5) & 369-6 (117.2) | – | Glamorgan 550-9d (147) |
|                                     |         | Remis                                     |   |                        |

Glamorgan gewann den Münzwurf und entschied sich als Feldmannschaft zu beginnen.
| 29. August – 1. September Scorecard | Bristol | Gloucestershire 125 (36.1) | – | Northamptonshire 116-2 (29.3) |
|                                     |         | Remis                      |   |                               |

Northamptonshire gewann den Münzwurf und entschied sich als Feldmannschaft zu beginnen.
| 29. August – 1. September Scorecard | Hove | Sussex 607-8d (140.2)                        | – | Derbyshire 290 (83.3) & 258 (109.5) (f/o) |
|                                     |      | Sussex gewinnt mit einem Innings und 59 Runs |   |                                           |

Derbyshire gewann den Münzwurf und entschied sich als Feldmannschaft zu beginnen.
| 29. August – 1. September Scorecard | Leeds | Yorkshire 601-6d (144) & 150-2 (35) | – | Middlesex 522 (174.4) |
|                                     |       | Remis                               |   |                       |

Yorkshire gewann den Münzwurf und entschied sich als Schlagmannschaft zu beginnen.
| 9. – 12. September Scorecard | Leicester | Leicestershire 98 (24.2) & 209 (53.3)           | – | Yorkshire 379 (98) |
|                              |           | Yorkshire gewinnt mit einem Innings und 72 Runs |   |                    |

Yorkshire gewann den Münzwurf und entschied sich als Feldmannschaft zu beginnen.
| 9. – 12. September Scorecard | London (Lord’s) | Middlesex 377 (93.2) & 165 (29.2)     | – | Gloucestershire 309-9d (87.1) & 236-6 (65.5) |
|                              |                 | Gloucestershire gewinnt mit 4 Wickets |   |                                              |

Gloucestershire gewann den Münzwurf und entschied sich als Feldmannschaft zu beginnen.
| 9. – 12. September Scorecard | Northampton | Northamptonshire 219 (66.5) & 211 (62.2) | – | Derbyshire 165 (61.3) & 132 (46) |
|                              |             | Northamptonshire gewinnt mit 133 Runs    |   |                                  |

Northamptonshire gewann den Münzwurf und entschied sich als Schlagmannschaft zu beginnen.
| 9. – 12. September Scorecard | Hove | Glamorgan 186 (57.3) & 218 (72.2)            | – | Sussex 491 (132) |
|                              |      | Sussex gewinnt mit einem Innings und 87 Runs |   |                  |

Sussex gewann den Münzwurf und entschied sich als Feldmannschaft zu beginnen.
| 17. – 20. September Scorecard | Derby | Derbyshire 173 (61.2) & 119 (38.4)              | – | Middlesex 358 (107.3) |
|                               |       | Middlesex gewinnt mit einem Innings und 66 Runs |   |                       |

Derbyshire gewann den Münzwurf und entschied sich als Schlagmannschaft zu beginnen.
| 17. – 20. September Scorecard | Cardiff | Yorkshire 361 (91.1) & 273 (65.5) | – | Glamorgan 239 (68.5) & 209 (67.5) |
|                               |         | Yorkshire gewinnt mit 186 Runs    |   |                                   |

Glamorgan gewann den Münzwurf und entschied sich als Feldmannschaft zu beginnen.
| 17. – 20. September Scorecard | Bristol | Gloucestershire 109 (43.4) & 195 (72.1)     | – | Sussex 311 (92.5) |
|                               |         | Sussex gewinnt mit einem Innings und 7 Runs |   |                   |

Gloucestershire gewann den Münzwurf und entschied sich als Schlagmannschaft zu beginnen.
| 17. – 20. September Scorecard | Northampton | Leicestershire 203 (62.3) & 316 (102.1) | – | Northamptonshire 383 (91.2) & 137-1 (30.3) |
|                               |             | Northamptonshire gewinnt mit 9 Wickets  |   |                                            |

Leicestershire gewann den Münzwurf und entschied sich als Schlagmannschaft zu beginnen.
| 26. – 29. September Scorecard | Cardiff | Glamorgan 381-4d (85.3) & 0-0 (0) | – | Gloucestershire 0-0 (0) & 189 (63.5) |
|                               |         | Glamorgan gewinnt mit 192 Runs    |   |                                      |

Gloucestershire gewann den Münzwurf und entschied sich als Feldmannschaft zu beginnen.
| 26. – 29. September Scorecard | Leicester | Leicestershire 280 (87.1) | – | Derbyshire 252-3d (65) |
|                               |           | Remis                     |   |                        |

Derbyshire gewann den Münzwurf und entschied sich als Feldmannschaft zu beginnen.
| 26. – 29. September Scorecard | Hove | Middlesex 271 (44.3) | – | Sussex 459-4d (108.3) |
|                               |      | Remis                |   |                       |

Sussex gewann den Münzwurf und entschied sich als Feldmannschaft zu beginnen.
| 26. – 29. September Scorecard | Leeds | Northamptonshire 147 (53.3) & 71-2 (13) | – | Yorkshire 726-7d (141) |
|                               |       | Remis                                   |   |                        |

Yorkshire gewann den Münzwurf und entschied sich als Feldmannschaft zu beginnen.